# St. Charles (Iowa)
St. Charles é uma cidade localizada no estado americano de Iowa, no Condado de Madison.

## História
St. Charles foi planeada em 1852. Recebeu o nome da cidade de St. Charles, no Missouri. St. Charles foi incorporada como cidade em 1876.

## Demografia
Segundo o censo americano de 2000, a sua população era de 619 habitantes.

## Geografia
De acordo com o United States Census Bureau tem uma área de
1,5 km², dos quais 1,5 km² cobertos por terra e 0,0 km² cobertos por água.

## Localidades na vizinhança
O diagrama seguinte representa as localidades num raio de 12 km ao redor de St. Charles.